# Alleanza di compagnie aeree

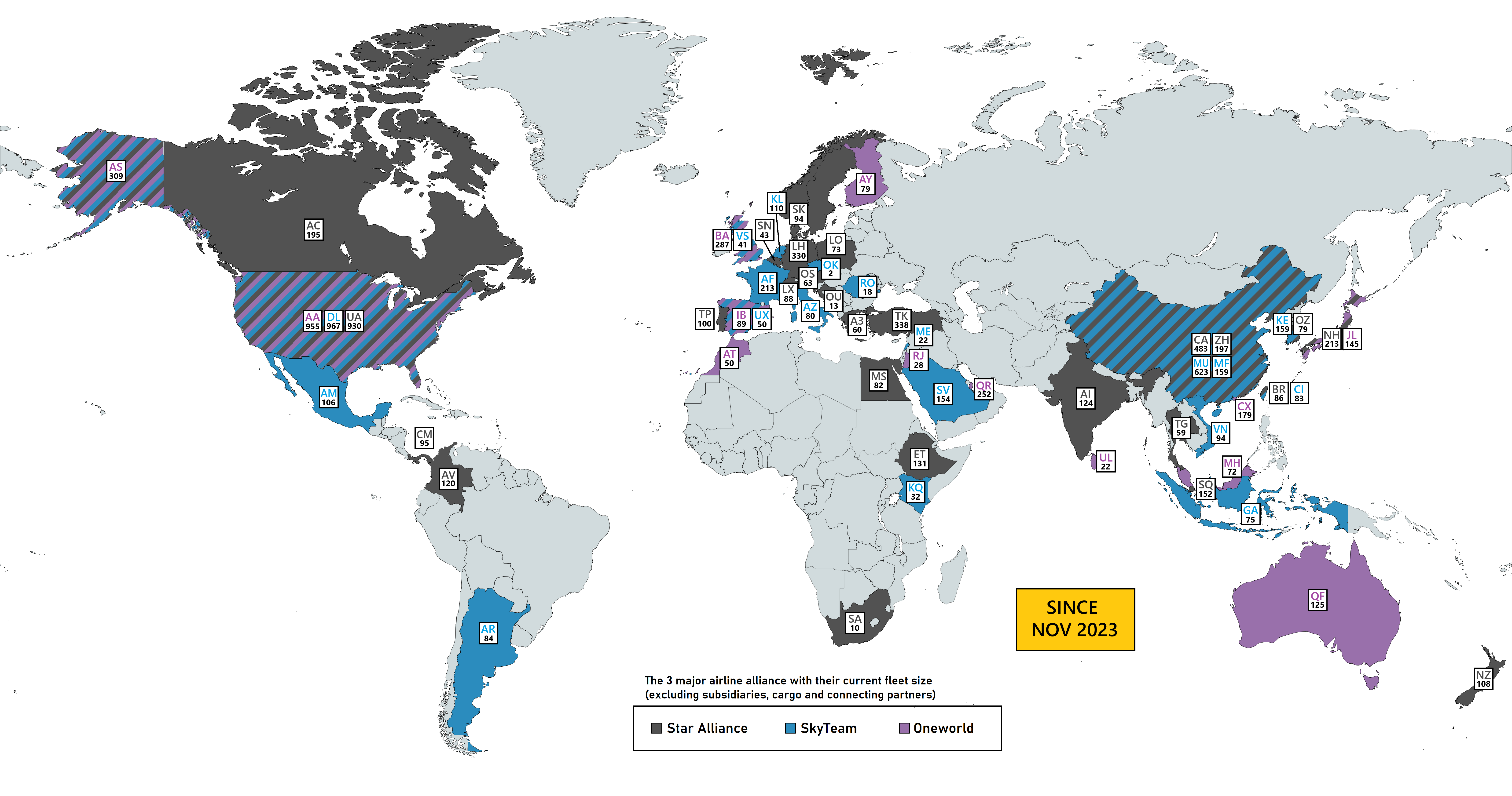
Le tre principali alleanze aeree e la dimensione della flotta dei loro vettori nazionali (escluse filiali, merci e partner di collegamento) a novembre 2023.

Un'alleanza di compagnie aeree è un accordo nel settore dell'aviazione tra due o più compagnie aeree che accettano di collaborare a un livello sostanziale. Le alleanze possono fornire marchi di marketing per facilitare i viaggiatori che effettuano collegamenti in codeshare tra compagnie aeree all'interno dei paesi. Questo marchio può comportare livree unificate degli aeromobili membri.
Nel 2015, Star Alliance è stata la più grande con il 23% del traffico totale di linea in Revenue passenger kilometres (RPKs)/revenue passenger miles (RPM), seguita da SkyTeam con il 20,4% e Oneworld con il 17,8%, lasciando il 38,8% per gli altri. Nel 2019, per numero di passeggeri, Star Alliance era in testa con 762 milioni, seguita da SkyTeam (630 milioni) e Oneworld (535 milioni).

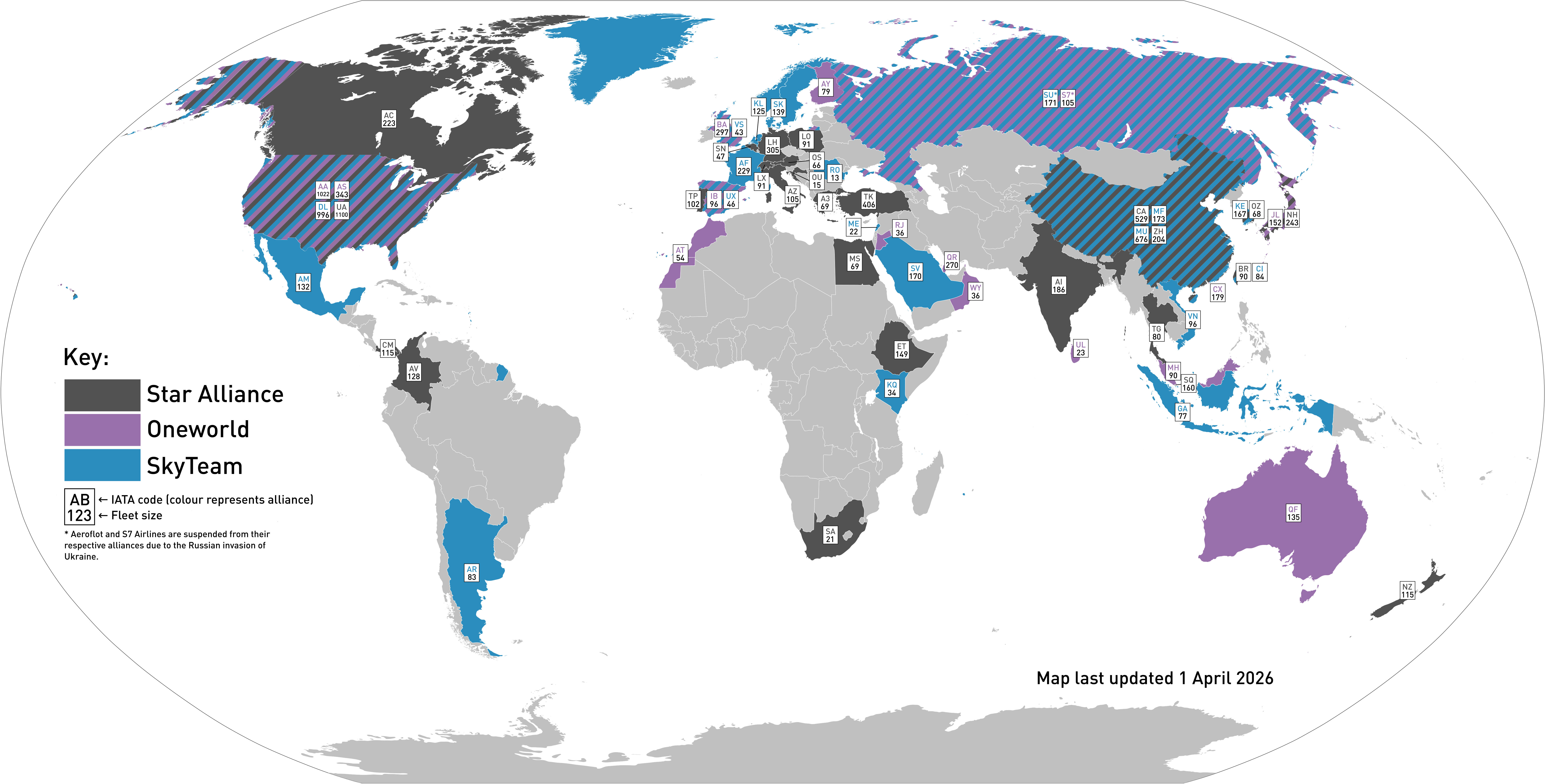
Mappa delle alleanze ad aprile 2025.

## Fondamento
I vantaggi possono consistere in una rete estesa, spesso realizzata attraverso accordi di codeshare; molte alleanze sono infatti nate solo come reti di codeshare. Le riduzioni dei costi derivano dalla condivisione di strutture operative (ad es. ristorazione o sistemi informatici), personale operativo (ad es. personale di assistenza a terra, ai banchi del check-in e d'imbarco), investimenti e acquisti (ad es. per negoziare sconti sui volumi aggiuntivi).
I vantaggi per i viaggiatori possono includere prezzi più bassi dovuti alla riduzione dei costi operativi per una determinata rotta, orari diversi tra cui scegliere, più destinazioni facilmente raggiungibili, tempi di viaggio più brevi, più opzioni di lounge aeroportuali condivise con i membri dell'alleanza, accesso fast track su tutti i membri dell'alleanza se avendo lo status di frequent flyer, miglia premio più veloci guadagnando miglia per un singolo account su diversi vettori, biglietti per il giro del mondo, che consentono ai viaggiatori di volare in tutto il mondo a un prezzo relativamente basso.
Le alleanze aeree possono anche creare svantaggi per il viaggiatore, come prezzi più alti quando la concorrenza viene cancellata su una determinata rotta o voli meno frequenti; per esempio, se due compagnie aeree volano separatamente tre e due volte al giorno rispettivamente su una rotta condivisa, la loro alleanza potrebbe volare meno di 5 (3+2) volte al giorno sulla stessa rotta. Ciò potrebbe essere particolarmente vero tra le città hub per ciascuna compagnia aerea. ad esempio, voli tra il Detroit Metropolitan Wayne County Airport (un hub fortezza di Delta Air Lines) e l'aeroporto di Amsterdam Schiphol (un hub KLM).

## Storia
La prima alleanza aerea è stata costituita negli anni '30, quando Panair do Brasil e la sua società madre Pan American World Airways hanno deciso di scambiare rotte con l'America Latina. Nel 1990, l'accordo AJAS (African Joint Air Services) tra Tanzania, Uganda e Zambia ha portato al lancio di Alliance Air nel 1994, con South African Airways, Air Tanzania, Uganda Airlines e i governi di Uganda e Tanzania come azionisti.
La prima grande alleanza è iniziata nel 1989, quando Northwest Airlines e KLM hanno instaurato un accordo di codesharing su larga scala. Nel 1992, i Paesi Bassi hanno firmato il primo accordo Freedoms of the air (un insieme di diritti di aviazione commerciale che garantiscono alle compagnie aeree di un paese il privilegio di entrare e atterrare nello spazio aereo di un altro paese) con gli Stati Uniti, nonostante le obiezioni dell'Unione Europea, che ha concesso a entrambi i paesi diritti di sbarco illimitati sul suolo dell'altro. Normalmente i diritti di atterraggio sono concessi per un numero fisso di voli settimanali verso una destinazione fissa. Ogni adeguamento richiede negoziati, spesso tra governi piuttosto che tra le società coinvolte. In cambio, gli Stati Uniti hanno concesso l'immunità antitrust all'alleanza tra Northwest Airlines e KLM.
Star Alliance è stata fondata nel 1997, ed ha portato le compagnie aeree concorrenti a formare Oneworld nel 1999 e SkyTeam nel 2000.
Nel 2007 è stata fondata Tai Tung Alliance tra City Express, con sede in Corea, Super Flyer, con sede in Giappone, e Vacation Line, con sede in Spagna.
Nel 2010 Richard Branson, presidente del Virgin Group, ha annunciato la sua intenzione di formare una quarta alleanza tra le compagnie aeree a marchio Virgin (Virgin Atlantic, Virgin America ed il gruppo di compagnie aeree Virgin Australia Holdings). Poi, nel settembre 2011, Branson ha affermato che Virgin Atlantic si sarebbe unita a una delle alleanze esistenti; questa idea è stata ripetuta nell'ottobre 2012. Nel dicembre 2012, Delta Air Lines ha acquistato il 49% del capitale di Singapore Airlines in Virgin Atlantic per 224 milioni di sterline. Virgin America è stata assorbita da Alaska Airlines, che è entrata a far parte dell'alleanza Oneworld nel 2021.
Il 14 febbraio 2013, è stato annunciato che American Airlines e US Airways si sarebbero fuse, mantenendo il nome American Airlines, e sarebbero rimaste nell'alleanza Oneworld. Nel 2012, in Sud America, LAN Airlines e TAM Airlines hanno iniziato la loro fusione. Nel marzo 2014, con il completamento della fusione, TAM ha lasciato Star Alliance ed è entrata a far parte di Oneworld insieme a LAN.
Il 21 settembre 2015 è stata costituita la Vanilla Alliance tra diverse compagnie aeree con sede nella regione dell'Oceano Indiano, al fine di migliorare la connettività aerea all'interno della regione. I membri fondatori sono Air Austral, Air Mauritius, Air Madagascar, Air Seychelles, e Int'Air Îles.
Il 18 gennaio 2016 è stata costituita la prima alleanza di vettori low cost, U-FLY Alliance. I membri fondatori - HK Express, Lucky Air, Urumqi Air, e West Air - sono tutti affiliati al HNA Group, sebbene l'alleanza stia cercando anche compagnie aeree non all'interno del gruppo.
Il 16 maggio 2016 è stata costituita la più grande alleanza mondiale di vettori low cost, Value Alliance. I membri fondatori erano Cebu Pacific, Cebgo, Jeju Air, Nok Air, NokScoot, Scoot Airlines, Tigerair, Tigerair Australia, e Vanilla Air.

### Star Alliance
- Aegean Airlines, 2010
- Air Canada, fondatore
- Air China, 2007
- Air India, 2014
- Air New Zealand, 1999
- All Nippon Airways, 1999
- Asiana Airlines, 2003
- Austrian Airlines, 2000
- Avianca, 2012
- Brussels Airlines, 2009
- Copa Airlines, 2012
- Croatia Airlines, 2004
- EgyptAir, 2008
- Ethiopian Airlines, 2011
- EVA Air, 2013
- LOT Polish Airlines, 2003
- Lufthansa, fondatore
- Shenzhen Airlines, 2012
- Singapore Airlines, 2000
- South African Airways, 2006
- Swiss International Air Lines, 2006
- TAP Air Portugal, 2005
- Thai Airways International, fondatore
- Turkish Airlines, 2008
- United Airlines, fondatore

Membri futuri:
- ITA Airways, dal 2026[20]

Membri passati:
- Adria Airways, 2004-2019, società chiusa
- Ansett Australia, 1999–2001, società chiusa
- Avianca Brazil, 2015–2019, società chiusa
- Blue1, 2004–2012, società chiusa
- BMI, 2000–2012, assorbita da British Airways[21]
- Continental Airlines, 2009–2012, fuso con United Airlines
- Mexicana de Aviación, 2000–2004, entrato in Oneworld nel 2009
- Scandinavian Airlines, fondatore, unita a SkyTeam nel 2024
- Shanghai Airlines, 2007–2010, fusa con China Eastern Airlines ed entrata in SkyTeam nel 2011
- Spanair, 2003–2012, società chiusa
- TACA, 2012–2013, fusa con Avianca
- TAM Airlines, 2010–2014, fusa con LAN Airlines ed entrata in Oneworld nel 2014
- US Airways, 2004–2014, entrata in Oneworld come affiliata di American Airlines
- Varig, 1997–2007, società chiusa

Connecting Partners
- Juneyao Airlines, 2017
- Thai Smile, 2020

### Oneworld
- Alaska Airlines, 2021
- American Airlines, fondatore
- British Airways, fondatore
- Cathay Pacific, fondatore
- Fiji Airways, 2025
- Finnair, 1999
- Iberia Airlines, 1999
- Japan Airlines, 2007
- Malaysia Airlines, 2013
- Qantas, fondatore
- Qatar Airways, 2013
- Royal Air Maroc, 2020
- Royal Jordanian, 2007
- SriLankan Airlines, 2014

Membri futuri:
- Oman Air, dal 2025
- Hawaiian Airlines, dal 2026

Membri passati:
- Aer Lingus, 2000–2007
- Air Berlin, 2010–2017, società chiusa
- Canadian Airlines, fondatore, 1999–2000, assorbita da Air Canada
- LATAM Brasil, 2014–2020
- LATAM Chile, 2000–2020
- Malév Hungarian Airlines, 2007–2012, società chiusa
- Mexicana de Aviación, 2009 (operazioni cessate nel 2010)
- S7 Airlines, 2010–2022, sospesa dall'alleanza
- US Airways, 2014–2015, assorbita da American Airlines

### SkyTeam
- Aerolíneas Argentinas, 2012
- Aeroméxico, fondatore
- Air Europa, 2007
- Air France, fondatore
- China Airlines, 2011
- China Eastern Airlines, 2011
- Delta Air Lines, fondatore
- Garuda Indonesia, 2014
- Kenya Airways, 2007
- KLM Royal Dutch Airlines, 2004
- Korean Air, fondatore
- Middle East Airlines, 2012
- Saudia, 2012
- Scandinavian Airlines, 2024
- TAROM, 2010
- Vietnam Airlines, 2010
- Virgin Atlantic, 2023
- XiamenAir, 2012

Membri passati:
- Aeroflot, 2006–2022, sospesa dall'alleanza
- Alitalia, 2001–2021, società chiusa
- China Southern Airlines, 2007–2018
- Continental Airlines, 2004–2009, passata a Star Alliance nel 2009
- Copa Airlines, 2007–2009, passata a Star Alliance nel 2012
- Czech Airlines, 2001–2024, assorbita da Smartwings
- ITA Airways, 2021–2025, integrata con Lufthansa Group[22][23]
- Northwest Airlines, 2004–2010, fusa con Delta Air Lines

### Vanilla Alliance
- Air Austral, fondatore
- Air Madagascar, fondatore
- Air Mauritius, fondatore
- Air Seychelles, fondatore
- Int'Air Îles, fondatore

### Alleanze chiuse

#### U-FLY Alliance
- Eastar Jet, 2016
- Lucky Air, fondatore
- Urumqi Air, fondatore
- West Air, fondatore

Membri passati:
- HK Express, 2016–2019, fondatore, acquisito da Cathay Pacific (membro di Oneworld)

#### Value Alliance
- Cebu Pacific, fondatore
- Cebgo, fondatore
- Jeju Air, fondatore
- Nok Air, fondatore
- Scoot, fondatore

Membri passati:
- NokScoot, 2016–2020, società chiusa
- Tigerair, 2016–2017, fuso con Scoot
- Tigerair Australia, 2016–2018, fondatore
- Vanilla Air, 2016–2018, fondatore, fuso con Peach Aviation

## Statistiche
| Alleanza         | Membri | Fondazione | Stato    | Passeggeri /anno | Nazioni servite | Destinazioni | Flotta | Personale | Reddito annuo (US$) | Voli giornalieri | RPK     | RPK   |
| ---------------- | ------ | ---------- | -------- | ---------------- | --------------- | ------------ | ------ | --------- | ------------------- | ---------------- | ------- | ----- |
| Star Alliance    | 25     | 1997       | Attiva   | 642.1 Mn         | 195             | 1,360        | 5,000  | 432,603   | 179.05 Bn           | 19,000           | 1536 Bn | 23%   |
| Oneworld         | 15     | 1999       | Attiva   | 557.4 Mn         | 161             | 1,016        | 3,560  | 382,913   | 130.92 Bn           | 13,814           | 1189 Bn | 17.8% |
| SkyTeam          | 18     | 2000       | Attiva   | 665.4 Mn         | 175             | 1,062        | 3,937  | 481,691   | 140.98 Bn           | 17,343           | 1362 Bn | 20.4% |
| Vanilla Alliance | 4      | 2015       | Attiva   | 2.3 Mn           | 26              | 89           | 46     | -         | -                   | -                | -       |       |
| Alleanze chiuse  |        |            |          |                  |                 |              |        |           |                     |                  |         |       |
| U-FLY Alliance   | 8      | 2016       | Inattiva | 200 Mn           | 18              | 149          | 593    | -         | -                   | 420              | 40 Bn   | 0.6%  |
| Value Alliance   | 7      | 2016       | Inattiva | 180 Mn           | 30              | 183          | 554    | -         | -                   | 400              | 107 Bn  | 1.6%  |

1. ↑   Fernandez de la Torre, Pablo E., Airline alliances : the airline perspective, su dspace.mit.edu, DSpace@MIT, 1999. URL consultato il 15 aprile 2014.
2. 1 2   Scheduled Passengers Carried, in World Air Transport Statistics 60th Edition, IATA. URL consultato l'11 novembre 2022 (archiviato dall'url originale il 6 luglio 2016).
3. ↑   backgrounder, su staralliance.com, Star Alliance, 18 Oct 2019.
4. ↑   Fact Sheet (PDF), su static.skyteam.com, SkyTeam, 2019. URL consultato l'11 novembre 2022 (archiviato dall'url originale il 4 dicembre 2021).
5. ↑   20 years, 20 facts, oneworld, su oneworld.com, OneWorld, 1º febbraio 2019. URL consultato il 22 dicembre 2019 (archiviato dall'url originale il 30 novembre 2019).
6. ↑  (EN) Chauncey Crail, What Is An Airline Alliance?, su Forbes Advisor, 10 febbraio 2021. URL consultato il 7 febbraio 2022.
7. ↑  (EN) Why Do Airlines Join Alliances? What Are The Benefits?, su Simple Flying, 3 novembre 2019. URL consultato il 7 febbraio 2022.
8. ↑   Alberto A. Gaggero e David Bartolini, The Determinants of Airline Alliances, in Journal of Transport Economics and Policy, vol. 46, n. 3, 2012,  pp. 399-414, ISSN 0022-5258 (WC · ACNP).
9. ↑   Ricardo Flores-Fillol e Rafael Moner-Colonques, Strategic Formation of Airline Alliances, in Journal of Transport Economics and Policy, vol. 41, n. 3, 2007,  pp. 427-449, ISSN 0022-5258 (WC · ACNP).
10. ↑   Olivier Armantier e Oliver Richard, Domestic Airline Alliances and Consumer Welfare, in The RAND Journal of Economics, vol. 39, n. 3, 2008,  pp. 875-904, ISSN 0741-6261 (WC · ACNP).
11. ↑  (EN) Airline Alliance’s Benefits and Drawbacks Explained, su aerotime.aero. URL consultato il 7 febbraio 2022 (archiviato dall'url originale il 7 febbraio 2022).
12. ↑   archive.is, su archive.is. URL consultato l'11 novembre 2022 (archiviato dall'url originale il 30 gennaio 2013).
13. ↑   Virgin's Richard Branson Circles His Wagons - TIME, su web.archive.org, 2 novembre 2010. URL consultato l'11 novembre 2022 (archiviato dall'url originale il 10 novembre 2011).
14. ↑  (EN) Jon Bruner, Virgin Atlantic Will Join an Alliance Soon, Says Richard Branson, su Forbes. URL consultato l'11 novembre 2022.
15. ↑   archive.is, su archive.is. URL consultato l'11 novembre 2022 (archiviato dall'url originale il 5 maggio 2013).
16. ↑  (EN) Jon Hemmerdinger2017-10-05T21:42:54+01:00, Virgin America flights become Alaska next April, su Flight Global. URL consultato l'11 novembre 2022.
17. ↑  (EN) Alaska Airlines Officially Joins oneworld, su oneworld.com. URL consultato l'11 novembre 2022.
18. ↑  "HNA Group: four airlines form U-FLY Alliance, world's first LCC grouping, showing HNA consolidation". CAPA - Centre for Aviation. 22 January 2016. Retrieved 11 February 2016.
19. ↑  "Singapore Airlines’ Low-Cost Carriers, Others Start Alliance". Bloomberg. 16 May 2016. Retrieved 16 May 2016.
20. ↑   ITA Airways Set to Start Integration into Star Alliance, su staralliance.com, 2 aprile 2025. URL consultato il 1º maggio 2025.
21. ↑   Bmi Formally Leaves, su staralliance.com, Star Alliance, 31 maggio 2012. URL consultato il 15 ottobre 2012 (archiviato dall'url originale il 16 ottobre 2012).
22. ↑  (EN) ITA Airways exits SkyTeam Alliance, su www.skyteam.com. URL consultato il 13 febbraio 2025.
23. ↑  (EN) Integration of ITA Airways into the Lufthansa Group has commenced, su Integration of ITA Airways into the Lufthansa Group has commenced. URL consultato il 13 febbraio 2025.
24. ↑  (EN) What is Star Alliance - Star Alliance, su Star Alliance. URL consultato l'8 maggio 2025 (archiviato dall'url originale il 19 novembre 2024).
25. ↑   Facts and Figures, su staralliance.com, Star Alliance, 2 luglio 2015.
26. ↑   Informazioni sull’alleanza oneworld, su it.oneworld.com, 1º aprile 2025. URL consultato l'8 maggio 2025.
27. ↑  (EN) About Us | SkyTeam Airline Alliance | SkyTeam, su www.skyteam.com. URL consultato l'8 maggio 2025.
28. ↑   Factsheet (PDF), su content.skyteam.com, SkyTeam, Summer 2016. URL consultato l'11 novembre 2022 (archiviato dall'url originale il 25 dicembre 2018).
29. 1 2   Factsheet, su static.skyteam.com, SkyTeam, marzo 2015 (archiviato dall'url originale il 30 maggio 2015).
30. ↑   About, su valuealliance.com, Value Alliance.